# Rościszewo (Mazovië)
Rościszewo is een dorp in het Poolse woiwodschap Mazovië, in het district Sierpecki. De plaats maakt deel uit van de gemeente Rościszewo.